# Tubuläre Brust
Die Tubuläre Brust (oder tuberöse Brust, deutsch Schlauch- oder Rüsselbrust) ist eine angeborene und seltene Fehlbildung der Mamma, welche mit der Pubertät beim weiblichen Geschlecht zum Vorschein tritt und ein- oder beidseitig auftreten kann.
1976 wurde die Fehlbildung zum ersten Mal als Krankheitsbild beschrieben.
Mit Beginn des Jahres 2014 wurde die Fehlbildung international nach ICD-10 als Krankheit klassifiziert und ist seither als Krankheit anerkannt.

## Synonyme
- Rüsselbrust
- Knollenbrust
- Schlauchbrust
- Hypoplastische Brust

## Ursache und Studien
Forscher können bis heute keine klare Ursache zur Entstehung der Erkrankung bestätigen.
Eine Studie, die 2011 im Canadian Journal of Plastic Surgery veröffentlicht wurde, deutete auf eine genetische Verbindung hin. Derselbe Artikel legt nahe, dass tubuläre Brüste durch einen Überschuss an Kollagen in der Faszie und den anderen Bindegewebskomponenten innerhalb der Brust verursacht werden. Dies führt zu einer abnormen Drüsenentwicklung, die die Form der Brust verändert.

## Klinische Erscheinung
Die Fehlbildung wird aufgrund ihrer Erscheinung diagnostiziert. Tubuläre Brüste sind nicht unterentwickelte Brüste, ein Ergebnis des Stillens oder einer Gewichtsreduzierung.
Die Merkmale der tubulären Brust können von leicht bis schwer reichen und umfassen:
- Verkürzter Hautmantel
- Hypoplasie der Brustdrüse
- vergrößerter Warzenhof (lateinisch Areola Hypertrophielie)
- erhöhte Brustfalte
- eingeschränkte Brustbasis, was zur Röhrenform führt[4]
- verminderte bis nicht vorhandene Stillfähigkeit[5]

## Klassifizierungen der Fehlbildung
Die Klassifizierung der Mammafehlbildung beschreibt den Schweregrad der Fehlbildung.
| Typ I   | lediglich medialer unterer Quadrant defizient                                                                    |
| Typ II  | Defizienz beider unterer Quadranten. Die Areola ist nach unten abgewichen. Das subareolare Hautsegment ist kurz. |
| Typ III | Defizienz aller vier Quadranten, Konstriktion der Brustbasis in vertikaler und horizontaler Richtung             |

| Typ I   | lediglich medialer unterer Quadrant defizient |
| Typ II  | Fehlen der beiden unteren Quadranten. Der Hautmantel ist ausreichend vorhanden, die Brustwarze ist nicht unbedingt nach unten gerichtet. Dies beschreibt den Unterschied zum Typ III. |
| Typ III | Fehlen der beiden unteren Quadranten mit Hautdefizit. Der Steg ist deutlich verkürzt und die Brustwarze ist nach unten gerichtet.                                                     |
| Typ IV  | Alle vier Quadranten der Brust sind vermindert ausgebildet. Die Brustbasis ist deutlich verkleinert. Eine echte Schlauchbrust liegt vor.                                              |

## Therapie
Die Tubuläre Brust lässt sich durch eine Operation behandeln. Diese kann mit Vollendung des Brustwachstums durchgeführt werden. Bis dahin können den Patientinnen BH-Einlagen zum Formausgleich verordnet werden.
Bei gut ausgebildetem Subkutan- und Drüsengewebe kann eine Implantateinlage in Verbindung mit einer Reduktion und Neuplatzierung der zu großen Areola zu einem guten Ergebnis führen. Mit einem tropfenförmigen Implantat wird meist ein sehr natürliches Ergebnis erzielt. 
Bei starker Ausprägung der Deformität ist eine einfache Prothesenimplantation allerdings wegen mangelnder Weichteilabdeckung (und konsekutivem „snoopy“-Phänomen) unzureichend. Vielmehr hat sich dann ein Verfahren der Drüsenumverteilung bewährt, wobei der Drüsenkörper durch den Zugang um die Mamille gespalten wird und genügend Drüsengewebe in die beiden unteren Quadranten transportiert werden kann, sodass eine fast normale Brustform entsteht.